# Buffalo (Iowa)
Buffalo város az USA Iowa államában. Lakosainak száma 1176 fő (2020. április 1.).

## Népesség
A település népességének változása:

| 2010 | 1 270 |
| 2020 | 1 176 |